# Anabolia nervosa
Anabolia nervosa – gatunek owada z rzędu chruścików (Insecta:Trichoptera) z rodziny Limnephilidae. Larwy budują rurkowate domki z detrytusu i piasku, zaopatrzone najczęściej w dwa dodatkowe patyczki, wydłużające domek. Larwy bardzo podobne do larw Anabolia laevis i Anabolia furcata - na razie nie ma cech diagnostycznych, umożliwiających rozróżnienie tych gatunków w stadium larwalnym.
Występuje w prawie całej Europie (poza Bałkanami), chociaż najprawdopodobniej liczniej w Europie Zachodniej. Larwy zasiedlają jeziora i roślinność rzek. Limnefil lub limnebiont.
Brak dobrych cech do identyfikacji stadiów larwalnych sprawia, że publikowane informacje z terenu Polski nie zawsze mogą być wiarygodne. Dane z jeziora Wigry nie są pewne. W Finlandii raczej rzadki, w małych rzeczkach, czasami w oligotroficznych jeziorach, spotykany w jeziorach Estonii, Wielkiej Brytanii, Niemiec, Holandii.